# Kromy
Kromy (ros. Кромы) – osada typu miejskiego w zachodniej Rosji, na terenie obwodu orłowskiego.
Miejscowość leży w rejonie kromskim, którego ośrodek administracyjny stanowi, nad rzeką Kroma.
Miasteczko liczy 7189 mieszkańców (1 stycznia 2005 r.), tj. ok. 30% populacji rejonu.
Osada jest jedynym ośrodkiem miejskim na terenie tej jednostki podziału administracyjnego.
Najstarsze wzmianki o tej miejscowości pochodzą z 1147 r.
Kromy są lokalnym centrum kulturalnym i gospodarczym. W miejscowości tej znajdują się m.in. zakład obróbki konopi, mieszalnia pasz, zakład olejowy, szwalnie i drukarnia.